# Cryptus formosellus
Cryptus formosellus là một loài tò vò trong họ Ichneumonidae.